# La Leçon d'amour
La Leçon d'amour est une peinture à l'huile de l'artiste rococo français Antoine Watteau. Réalisée vers 1716-1717, elle fait partie des collections du Musée national de Stockholm.

## Description
Dans un parc idyllique, un groupe de jeunes gens élégamment vêtus d'habits de soie est assis sous une statue en marbre d'une nymphe. Un couple amoureux étudie ensemble des partitions tandis qu'un musicien debout avec une guitare – un instrument souvent représenté par Watteau – semble attendre pour jouer. La femme en bleu, assise un peu à l'écart, a presque la même position corporelle que la nymphe. Ses genoux sont remplis de roses et son regard est rêveur.
La leçon d'amour est ce qu'on appelle une fête galante, une peinture de genre représentant un paysage de parc poétique avec une lumière tamisée et une verdure luxuriante, où figurent des personnes conversant et se faisant la cour - un motif typique de l'artiste. 

## Histoire
Le Musée national de Stockholm a acheté le tableau en 1953, en partie grâce aux contributions des amis du Musée national et grâce aux fonds du musée. Le Musée national possède un autre tableau de Watteau, La Sérénade italienne, exécuté peu après La Leçon d'amour. Dans ce tableau, comme dans le célèbre Pierrot du musée du Louvre, Watteau s'est inspiré de la galerie de personnages de la commedia dell'arte, une forme de théâtre née en Italie au milieu du XVIe siècle.

## Sources

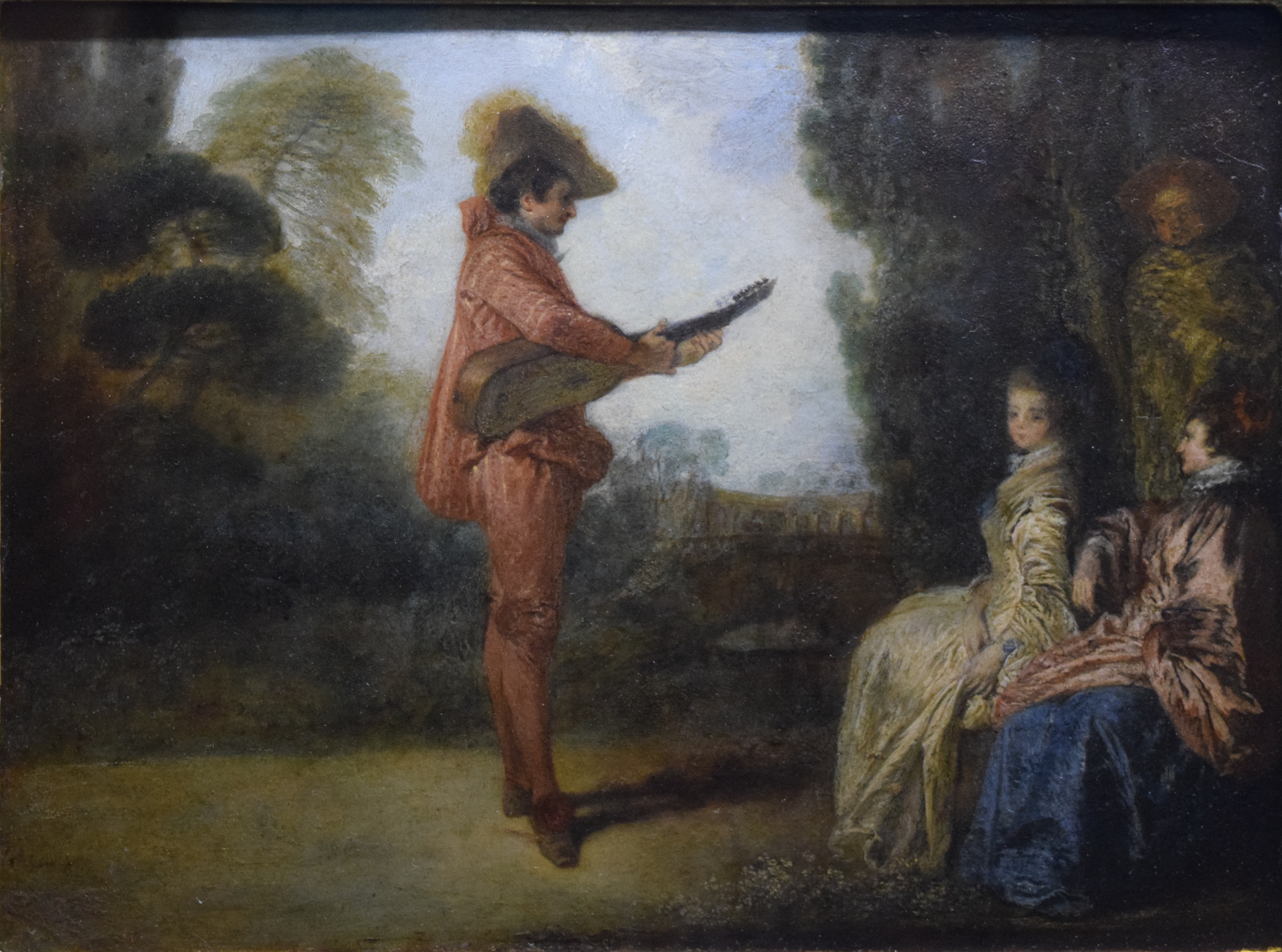
L'Enchanteur, 1710-1716 – Musée Saint-Loup, Troyes.

- Musée national : La leçon d'amour
- Musée National : La Sérénade Italienne

- (sv) Cet article est partiellement ou en totalité issu de l’article de Wikipédia en suédois intitulé « Kärlekslektionen » (voir la liste des auteurs).